# Boa-fé
Boa-fé (em latim: bona fides) é um conceito que denota boa intenção, honestidade, convicção, sinceridade ou crença correta, independentemente dos resultados práticos que as ações desse tipo podem produzir. É também um importante princípio no direito e nos negócios, segundo o qual se presume que as pessoas agem com boas intenções na realização dos negócios jurídicos.

## Bona fideebona fides
Bona fide é uma locução  latina  (de bona, ablativo singular de bonus,a,um: 'bom' + fide, ablativo singular de fides,ei: 'fé') que significa '[agir] de boa-fé', isto é, com lealdade, de modo honesto, sem dolo. Gramaticalmente, corresponde, em português, a uma locução adverbial.
Já bona fides (do latim bona, nominativo feminino singular de bonus: 'bom' + fĭdes,ēi: fé) corresponde propriamente ao substantivo 'boa-fé'.
Para o direito romano, no ius gentium, bona fides era uma das características básicas, junto a aequitas e simplicitas (equidade e simplicidade), no direito contratual. Para os negócios, havia uma distinção entre a aplicação do formalismo aos contratos (negotia stricti iuris) e os negócios feitos de boa-fé (negotia bonae fidei). Mais tarde passou a vigorar a ideia de que a validade estava afeita à conventio, ou seja, àquilo que fora convencionado entre as partes, não mais se distinguindo se as partes fizeram o acordo de boa-fé ou seguindo as formalidades prescritas.

## No direito moderno
No direito contratual a boa fé diz respeito à interpretação do contrato, e não à sua estrutura; se entende, tal como se expressa no Código Civil da Alemanha, que as partes devem agir com "lealdade e confiança recíprocas"; isto significa que sem a sua presença o acordo entre as partes perde a regularidade e equidade, condições indispensáveis para sua validade.
A falta da boa fé num contrato enseja motivo para sua invalidação pois uma das partes, no dizer de Orlando Gomes, "abusaria do direito de obter o cumprimento da obrigação, sabendo que, ao exercê-lo, causa a ruína econômica" da outra parte, dela "tirando vantagem desproporcional, conseguindo proveito inesperado e excessivo".